# Jaciment arqueològic de la Nacional II
Variant Nacional-II Girona-Zona 7 és un jaciment arqueològic que es troba a Sant Julià de Ramis (Gironès), inclòs a l'Inventari del Patrimoni Arqueològic i Paleontològic de Catalunya.
El jaciment fou localitzat en el seguiment de les obres de la Variant Est de la carretera Nacional-II al seu pas per Girona just a l'entrada de la Variant de la carretera Nacional-II a Medinyà.

## Troballes
Es tracta de les restes, molt malmeses, d'un camí. Està situat en una zona d'argiles. La seva construcció es realitzà fent una rasa en aquestes argiles, farcint-la posteriorment de picadís de pissarra i algun còdol rierenc, així com algun fragment molt escadusser de material arqueològic.
La seva utilitat és innegable, ja que està en una zona molt propera al riu Terri, i les argiles fan que sigui totalment intransitable després d'una ploguda o d'una crescuda del riu.
Els materials situen, en línies generals, el seu moment de construcció en el segle ii aC. Seria un camí secundari que portaria des de la Via Domítia fins a algun establiment proper.